# ㄶ
ㄶ (reviderad romanisering: nieunhieut, hangul: 니은히읗) är en av elva konsonantkluster i det koreanska alfabetet. Den består av ㄴ och ㅎ.